# Милан Јанковић (фудбалер)
Милан Јанковић (Београд, 31. децембар 1959) бивши је југословенски и српски фудбалер, репрезентативац Југославије.

## Каријера
Поникао је у млађим категоријама београдске Црвене звезде, али пре него што је дебитовао за први тим послат на позајмицу у Марибор. У дресу тадашњег друголигаша за две сезоне одиграо је 45 утакмица и постигао 9 голова. Вратио се у Црвену звезду и постао стандардни првотимац. Учествовао је у освајању две титуле првака (1980/81 и 1983/84) и два Купа маршала Тита (1981/82 и 1983/84).
Постао је први Србин који је заиграо за шпански Реал Мадрид, у којем је играо током 1987. и 1988. године. Каријеру је наставио у белгијском Андерлехту (1988-90) у коме је након сјајних игара дошао у сукоб са тренером који га је изостављао из тима.
Пред Светско првенство у Италији уместо Јанковића, селектор Ивица Осим је позвао у репрезентацију Сафета Сушића. Након тога је завршио каријеру у 30. години, иако је имао понуде из Шпаније да настави каријеру. У дресу репрезентације Југославије одиграо је дванаест утакмица и постигао један гол.
Већ неколико деценија успешно ради у Аустралији и земљама Океаније. Од 2003. до 2005. године био је селектор репрезентације Тонга.

## Успеси
Црвена звезда
- Првенство Југославије : 1981, 1984.
- Куп Југославије : 1982, 1985.

Реал Мадрид
- Ла Лига : 1987, 1988.

Андерлехт
- Куп Белгије : 1989.